# Serrat de Bonells
El Serrat de Bonells és una serra situada al municipi de Sant Feliu Sasserra (Bages), amb una elevació màxima de 601,3 metres.